# Cheletomorpha lepidopterorum
Cheletomorpha lepidopterorum är en spindeldjursart som först beskrevs av Shaw 1794.  Cheletomorpha lepidopterorum ingår i släktet Cheletomorpha och familjen Cheyletidae. Inga underarter finns listade i Catalogue of Life.